# Ивакин, Антон Юрьевич
Антон Юрьевич Ивакин (род. 3 февраля 1991 года, Ставрополь, РСФСР, СССР) — российский прыгун с шестом. Чемпион России в помещении 2013. Мастер спорта России международного класса.

## Биография
Родился в семье метателей копья Юрия Ивакина и Екатерины Ивакиной. Начинал тренироваться в Ставрополе под руководством Валерия Исакина. Позже для продолжения спортивной карьеры Антон переехал в Волгоград, где его наставником стал тренер Елены Исинбаевой Евгений Трофимов. 
Дебютировал на международной арене в 2010 году, когда одержал победу на чемпионате мира среди юниоров. В 2013 году выиграл чемпионат Европы среди молодёжи.

## Основные результаты

### Международные
| Год  | Соревнования                    | Место проведения   | Результат | Высота |
| ---- | ------------------------------- | ------------------ | --------- | ------ |
| 2010 | Чемпионат мира среди юниоров    | Монктон, Канада    | 1         | 5,50 м |
| 2011 | Чемпионат Европы среди молодёжи | Острава, Чехия     | 5         | 5,50 м |
| 2013 | Чемпионат Европы в помещении    | Гётеборг, Швеция   | —         | NM     |
| 2013 | Чемпионат Европы среди молодёжи | Тампере, Финляндия | 1         | 5,60 м |
| 2015 | Чемпионат Европы в помещении    | Прага, Чехия       | 7         | 5,65 м |

### Национальные
| Год  | Соревнования                 | Место проведения | Результат | Высота |
| ---- | ---------------------------- | ---------------- | --------- | ------ |
| 2010 | Чемпионат России в помещении | Москва           | 10        | 5,15 м |
| 2011 | Чемпионат России в помещении | Москва           | 3         | 5,45 м |
| 2011 | Чемпионат России             | Чебоксары        | 7         | 5,40 м |
| 2012 | Чемпионат России в помещении | Москва           | 3         | 5,47 м |
| 2012 | Чемпионат России             | Чебоксары        | 7         | 5,45 м |
| 2013 | Чемпионат России в помещении | Москва           | 1         | 5,65 м |
| 2014 | Чемпионат России             | Казань           | 6         | 5,61 м |
| 2015 | Чемпионат России в помещении | Москва           | 3         | 5,50 м |
| 2018 | Чемпионат России в помещении | Москва           | 6         | 5,45 м |
| 2018 | Чемпионат России             | Казань           | 4         | 5,45 м |